# Daydream World Tour
Daydream World Tour é a segunda turnê da cantora Mariah Carey. A Turnê teve início no Tokyo Dome, em Tóquio, no Japão, e terminou em Londres, Inglaterra, na Wembley Stadium .
A Daydream World Tour foi a segunda turnê de Mariah Carey (depois da Music Box Tour nos Estados Unidos em 1993) e sua primeira turnê a ter datas para fora dos Estados Unidos. A turnê foi realizada em homenagem ao sucesso de seu novo álbum na época, Daydream, o álbum tinha conquistado três canções consecutivas em primeiro lugar no Billboard Hot 100 (“Fantasy”, “One Sweet Day” e “Always Be My Baby”), tornou-se também o compacto mais vendido naquele ano, com 30 milhões de cópias mundialmente, sendo somente 12 nos Estados Unidos. A turnê fora realizada para promover o disco na Europa e Ásia.
Esta turnê estabeleceu a grande base de fãs de Mariah no Japão . Seus 3 concertos realizados no estádio Tokyo Dome foram esgotados em apenas 3 horas, sendo os ingressos vendidos mais rápido da história no Japão. Foram colocados a venda mais 150,000 lugares disponíveis.Após este marco, todas suas outras turnês foram paradas obrigatórias no país.

## O Show
O palco montado para a turnê é talvez o maior que Carey já tenha se apresentado. Continha três seções: o centro do palco, o lado esquerdo e lado direito. No centro havia duas plataformas, uma era onde a banda ficava com os backing vocals e a outra tinha um telão, um enorme lustre que prendia no teto e uma plataforma enorme que elevava Mariah no início do concerto.
No lado direito e o esquerdo havia longas pistas e telas de imagem menores, que faria com que fãs que estivessem distante do palco pudessem ver o concerto.
O concerto começava com a música “Daydream Interlude” (Fantasy Sweet Dub Mix) com Carey sendo elevada na plataforma principal. Após a entrada, a cantora continuava o concerto com “Emotions” e emendava com o clássico “Open Arms”. No final do primeiro bloco, Carey cantava os singles “Forever” e “I Don’t Wanna Cry” .
A música começava a tocar novamente e Mariah regressava ao palco com o clássico, “Fantasy”, curiosamente esta foi a única turnê que Mariah cantava a versão original da música, nas turnês seguinte, Mariah cantou o remix com o O.D.B que a imortalizou como a primeira cantora de música pop a gravar com o rapper.  A próxima música foi “Always Be My Baby.
Terminado o segundo bloco, Mariah voltava ao palco cantado o seu maior sucesso na época, o dueto com Boyz II Men, “One Sweet Day”. Como ambos estavam em turnês em lugares diferentes, Mariah e a boyband gravaram vídeos para suas respectivas turnês e os mesmo apareciam somente no telão. Em seguida ela emendava em “Underneath The Stars”, “Without You e “Make It Happen”.
No quarto bloco Mariah cantava cover da banda SOS ,”Just Be Good To Me” e seu sucesso , “Dreamlover”, e então deixou o palco para uma última troca de roupa.
No último bloco do concerto, Mariah cantava os hits "Vision Of Love”, “Hero”, “Anytime You Need A Friend ” e concluia com o seu hit natalino, “All I Want for Christmas Is You”.

## Set List
1. "Daydream Interlude" (Fantasy Sweet Dub Mix)"
2. "Emotions"
3. "Open Arms"
4. "Forever"
5. "I Don't Wanna Cry"
6. "Fantasy"
7. "Always Be My Baby"
8. "One Sweet Day (Com regravação de Boyz ll Men)"
9. "Underneath The Stars
10. "Without You"
11. "Make It Happen"
12. "Just Be Good To Me"
13. "Dreamlover"
14. "Vision Of Love"
15. "Hero"
16. "Anytime You Need A Friend + Club Mix"
17. "All I Want For Christmas Is You"

## Datas
| Ásia                |           |               |                                  |
| Data                | Cidade    | País          | Lugar                            |
| 7 de março de 1996  | Tóquio    | Japão         | Tokyo Dome                       |
| 10 de março de 1996 | Tóquio    | Japão         | Tokyo Dome                       |
| 14 de Março de 1996 | Tóquio    | Japão         | Tokyo Dome                       |
| Europa              |           |               |                                  |
| Data                | Cidade    | País          | Lugar                            |
| 14 de Junho de 1996 | Frankfurt | Alemanha      | Festhalle                        |
| 17 de Junho de 1996 | Roterdã   | Países Baixos | Ahoy' Rotterdam                  |
| 2 de Junho de 1996  | Paris     | França        | Palais Omnisports de Paris-Bercy |
| 23 de Junho de 1996 | Londres   | Inglaterra    | Wembley Stadium                  |

## Transmissões e gravações
O desempenho de "Forever" no Tokyo Dome é o vídeo oficial para essa música. O vídeo teve cenas do desempenho, e é intercalada com imagens em preto e branco de Carey a explorar o Japão, que foi escolhido pela própria Mariah.
Os espetáculos de "Fantasy", "Always Be My Baby", "Underneath the Stars", "Make It Happen", "Dreamlover", "Hero" e "Anytime You Need a Friend" do show no Tokyo Dome foram utilizados em 1996 na Fox no especial de Mariah Carey em Nova York,Tóquio